# Седова, Ираида Ивановна
Ираи́да Ива́новна Седо́ва (в девичестве — Артамошина) (8 июня 1927, Москва — 200?) — советская волейболистка, связующая, игрок сборной СССР (1950). Чемпионка Европы 1950, 3-кратная чемпионка СССР. Мастер спорта СССР (1948).

## Биография
Выступала за команды: 1946—1949 — СКИФ (Москва), 1950—1957 — «Динамо» (Москва). 3-кратная чемпионка СССР (1951, 1954, 1955), серебряный (1952, 1957) и бронзовый (1947, 1950) призёр чемпионатов СССР, победитель розыгрыша Кубка СССР 1951.
В сборной СССР выступала в 1950 году. В её составе стала чемпионкой Европы.
После окончания игровой карьеры работала тренером. В 2002 году награждена Почётным знаком ОКР «За заслуги в развитии олимпийского движения в России».